# Piekielny Raj
Piekielny Raj (jap. 地獄楽 Jigokuraku) – manga napisana i ilustrowana przez Yujiego Kaku. Jej akcja dzieje się w okresie Edo i opowiada historię shinobi Gabimaru oraz towarzyszącej mu egzekutorki Yamada Asaemon Sagiri poszukujących razem eliksiru nieśmiertelności. Ukazywała się ona cotygodniowo w internetowym magazynie Shōnen Jump+ między 22 stycznia 2018 a 25 stycznia 2021 roku. Wszystkie wydane w ten sposób rozdziały zostały zebrane w 13 tankōbonów i wydane nakładem wydawnictwa Shūeisha. Edycja w języku angielskim ukazała się poprzez wydawnictwo Viz Media, a po polsku poprzez Japonica Polonica Fantastica.
Na podstawie mangi studio MAPPA wyprodukowało serial anime, który emitowano od kwietnia do lipca 2023. Premiera drugiego sezonu zaplanowana jest na styczeń 2026.

## Fabuła
Pochwycony podczas misji zabójstwa, Gabimaru zostaje skazany na śmierć, jednak nikt nie jest w stanie przeprowadzić na nim egzekucji. Podejrzewając, że miłość do żony przy jego niezwykłych umiejętnościach utrzymuje go przy życiu, kat Sagiri oferuje mu szansę odkupienia win – jeśli uda mu się zdobyć dla siogunatu eliksir nieśmiertelności to uzyska ułaskawienie. Znajduje się on na wyspie Shinsenkyo – na półlegendarnym miejscu niedawno odkrytym na południowy zachód od królestwa Riukiu. Ponieważ pięć poprzednich wypraw do niezbadanego świata zaginęło bez wieści siogunat zdecydował tym razem wysłać tam skazańców wraz z towarzyszącym każdemu z nich katem, by ci spróbowali swoich sił w walce o wolność.

## Produkcja
Scenorys pierwszych trzech rozdziałów serii został zaprezentowany kadrze edytorskiej magazynu Shōnen Jump+ w 2017 roku. Hideaki Sakakibara, fan prac Yuji Kaku od czasów ukazywania się Fantasmy, zgłosił się do pomocy przy projekcie i został drugim redaktorem przy drugim i trzecim rozdziale. Wierzył, że Piekielny raj będzie mainstreamową bitewną serią fantasy, której magazyn potrzebuje i która może stać się sprzedażowym hitem.
Sakakibara pierwotnie był zainteresowany zrobieniem wielowątkowej historii z licznymi więźniami, katami i stworzeniami zamieszkującymi wyspę. Mimo iż myślał, że historia w stylu „battle royale” w mandze będzie interesująca, to bał się jej nierównego tempa i konieczności dzielenia stron pomiędzy poszczególnie postacie, co skutkowałoby brakiem miejsca dla głównych bohaterów. Zaufał tu jednak geniuszowi Kaku w szybkim i prostym wprowadzaniu do powieści kolejnych herosów oraz łączeniu elementów w zgrabną całość.

## Manga
Napisana i ilustrowana przez Kaku seria ukazywała się w internetowym magazynie Shōnen Jump+ od 22 stycznia 2018, a zakończyła się po 127 rozdziałach 25 stycznia 2021 roku. Wydane rozdziały zostały zebrane przez wydawnictwo Shūeisha w 13 tankōbonów i ukazywały się między 4 grudnia 2020 a 30 kwietnia 2021 roku. Równocześnie wydawca publikował serię w języku angielskim za darmo na stronie oraz w aplikacji mobilnej Manga Plus. Rozdziały specjalne ukazały się w magazynie Shūkan Shōnen Jump w numerach 27/28 z 6 kwietnia 2018 roku oraz w numerze 28 z 10 czerwca 2019 roku.
Komediowy spin-off mangi, Jigokuraku ~Saikyō no Nukenin Gaman no Gabimaru~ (jap. じごくらく 〜最強の抜け忍 がまんの画眉丸〜), autorstwa Ōhashiego zaczął ukazywać się w magazynie Shōnen Jump+ od 20 stycznia 2020 roku i zakończył na 21 rozdziale 29 czerwca 2020. Historia została zebrana w jeden tankōbon i wydana zbiorczo 4 września 2020.
Viz Media rozpoczęło publikowanie serii w języku angielskim w formie cyfrowej na swojej stronie internetowej 17 maja 2018 roku. Pierwszy drukowany tom ukazał się 17 marca 2020 roku.
| Nr                | Język oryginału  | Język oryginału        | Język polski         | Język polski           |
| Nr                | Data wydania     | ISBN                   | Data wydania         | ISBN                   |
| ----------------- | ---------------- | ---------------------- | -------------------- | ---------------------- |
| 1                 | 4 kwietnia 2018  | ISBN 978-4-08-881471-1 | 9 maja 2019          | ISBN 978-83-7471-731-1 |
| rozdziały 1–6     |                  |                        |                      |                        |
| 2                 | 4 czerwca 2018   | ISBN 978-4-08-881502-2 | 30 sierpnia 2019     | ISBN 978-83-7471-732-8 |
| rozdziały 7–16    |                  |                        |                      |                        |
| 3                 | 3 sierpnia 2018  | ISBN 978-4-08-881546-6 | 30 grudnia 2019      | ISBN 978-83-7471-733-5 |
| rozdziały 17–26   |                  |                        |                      |                        |
| 4                 | 2 listopada 2018 | ISBN 978-4-08-881601-2 | 3 kwietnia 2020      | ISBN 978-83-7471-824-0 |
| rozdziały 27–36   |                  |                        |                      |                        |
| 5                 | 4 marca 2019     | ISBN 978-4-08-881697-5 | 29 maja 2020         | ISBN 978-83-7471-825-7 |
| rozdziały 37–46   |                  |                        |                      |                        |
| 6                 | 4 czerwca 2019   | ISBN 978-4-08-881803-0 | 15 września 2020     | ISBN 978-83-7471-826-4 |
| rozdziały 47–56   |                  |                        |                      |                        |
| 7                 | 4 września 2019  | ISBN 978-4-08-882056-9 | 30 października 2020 | ISBN 978-83-7471-827-1 |
| rozdziały 57–66   |                  |                        |                      |                        |
| 8                 | 4 grudnia 2019   | ISBN 978-4-08-882148-1 | 10 lutego 2021       | ISBN 978-83-7471-827-1 |
| rozdziały 67–76   |                  |                        |                      |                        |
| 9                 | 4 marca 2020     | ISBN 978-4-08-882230-3 | 8 marca 2021         | ISBN 978-83-7471-829-5 |
| rozdziały 77–86   |                  |                        |                      |                        |
| 10                | 4 czerwca 2020   | ISBN 978-4-08-882338-6 | 26 maja 2021         | ISBN 978-83-7471-864-6 |
| rozdziały 87–96   |                  |                        |                      |                        |
| 11                | 4 września 2020  | ISBN 978-4-08-882407-9 | 17 września 2021     | ISBN 978-83-7471-865-3 |
| rozdziały 97–106  |                  |                        |                      |                        |
| 12                | 4 grudnia 2020   | ISBN 978-4-08-882523-6 | 23 lutego 2022       | ISBN 978-83-7471-866-0 |
| rozdziały 107–116 |                  |                        |                      |                        |
| 13                | 30 kwietnia 2021 | ISBN 978-4-08-882583-0 | 5 lipca 2022         | ISBN 978-83-7471-867-7 |
| rozdziały 117–127 |                  |                        |                      |                        |

## Anime
Adaptacja anime serii została zapowiedziana w ósmym numerze „Shūkan Shōnen Jump” z 25 stycznia 2021 roku. Za produkcję odpowiadało studio MAPPA, zaś za reżyserię Kaori Makita. Scenariusz napisał Akira Kindaichi, postacie zaprojektował Kōji Hisaki, a muzykę skomponował Yoshiaki Dewa. Premiera odbyła się 1 kwietnia 2023 w TV Tokyo i innych stacjach. Motywem otwierającym jest „Work” w wykonaniu Ringo Shiiny i Millennium Parade, natomiast końcowym „Kamihitoe” autorstwa Uru. Licencję na dystrybucję serii poza Azją nabył Crunchyroll.
Wraz z zakończeniem emisji serialu 1 lipca 2023 zapowiedziano powstanie drugiego sezonu. Jego premiera zaplanowana jest na styczeń 2026.

### Lista odcinków
| №  | Tytuł                                                                             | Premiera         |
| -- | --------------------------------------------------------------------------------- | ---------------- |
| 1  | The Death Row Convict and the Executioner Shizaijin to shikkōnin (死罪人と執行人) | 1 kwietnia 2023  |
| 2  | Screening and Choosing Senbetsu to sentaku (選別と選択)                           | 8 kwietnia 2023  |
| 3  | Weakness and Strength Yowasa to tsuyosa (弱さと強さ)                              | 15 kwietnia 2023 |
| 4  | Hell and Paradise Jigoku to gokuraku (地獄と極楽)                                 | 22 kwietnia 2023 |
| 5  | The Samurai and the Woman Samurai to onna (侍と女)                                | 29 kwietnia 2023 |
| 6  | Heart and Reason Kokoro to kotowari (心と理ことわり)                              | 6 maja 2023      |
| 7  | Flowers and Offerings Hana to nie (花と贄)                                        | 13 maja 2023     |
| 8  | Student and Master Deshi to shi (弟子と師)                                        | 20 maja 2023     |
| 9  | Gods and People Kami to hito (神と人)                                             | 3 czerwca 2023   |
| 10 | Yin and Yang In to yō (陰と陽)                                                    | 10 czerwca 2023  |
| 11 | Weak and Strong Yowai to tsuyoi (弱イと強イ)                                      | 17 czerwca 2023  |
| 12 | Umbrella and Ink Kasa to sumi (傘と墨)                                            | 24 czerwca 2023  |
| 13 | Dreams and Reality Yume to utsutsu (夢と現)                                       | 1 lipca 2023     |

## Pozostałe
Powieść na bazie serii, Jigokuraku: Utakata no yume (jap. 地獄楽　うたかたの夢), napisana przez Sakaku Hishikawę została wydana 4 września 2019 roku.
Wystawa manuskryptów i ilustracji Kaku z serii odbyła się w dniach od 3 do 9 listopada 2018 roku w Tokyo Manga Salon Trigger. Kolejna wystawa odbyła się w budynku Tower Records w Shibuyi w dniach od 29 sierpnia do 22 września 2020 roku.

## Odbiór
W sierpniu 2018 roku Piekielny Raj był najpopularniejszą serią w Shōnen Jump+. Do czerwca 2019 roku w obiegu znajdowało się ponad milion kopii tomów z serii, w sierpniu 2020 roku liczba książek przekroczyła 2,5 miliona egzemplarzy, a w kwietniu 2021 przekroczyła pułap 3,6 miliona kopii. Drugi tom z serii sprzedał się w liczbie 16328 egzemplarzy w tydzień od wydania.
Z liczbą 16510 głosów seria zajęła 11 miejsce w kategorii internetowych mang w konkursie Next Manga Award 2018 organizowanym przez Niconico i magazyn Da Vinci. Seria pojawiła się na czwartym miejscu listy komiksów polecanych przez pracowników księgarń w całym kraju stworzonej przez Honya Club na bazie 1100 ankiet rozesłanych do księgarzy w całej Japonii. W rankingu Kono manga ga sugoi! z 2019 roku Piekielny Raj zajął 16 miejsce na liście najlepszych mang przeznaczonych dla męskiego grona czytelników.